# Проспект Вернадского (Симферополь)
Проспект Верна́дского — проспект в Киевском районе Симферополя. Назван в честь учёного Владимира Вернадского. Общая протяжённость — 1,71 км.

## Расположение

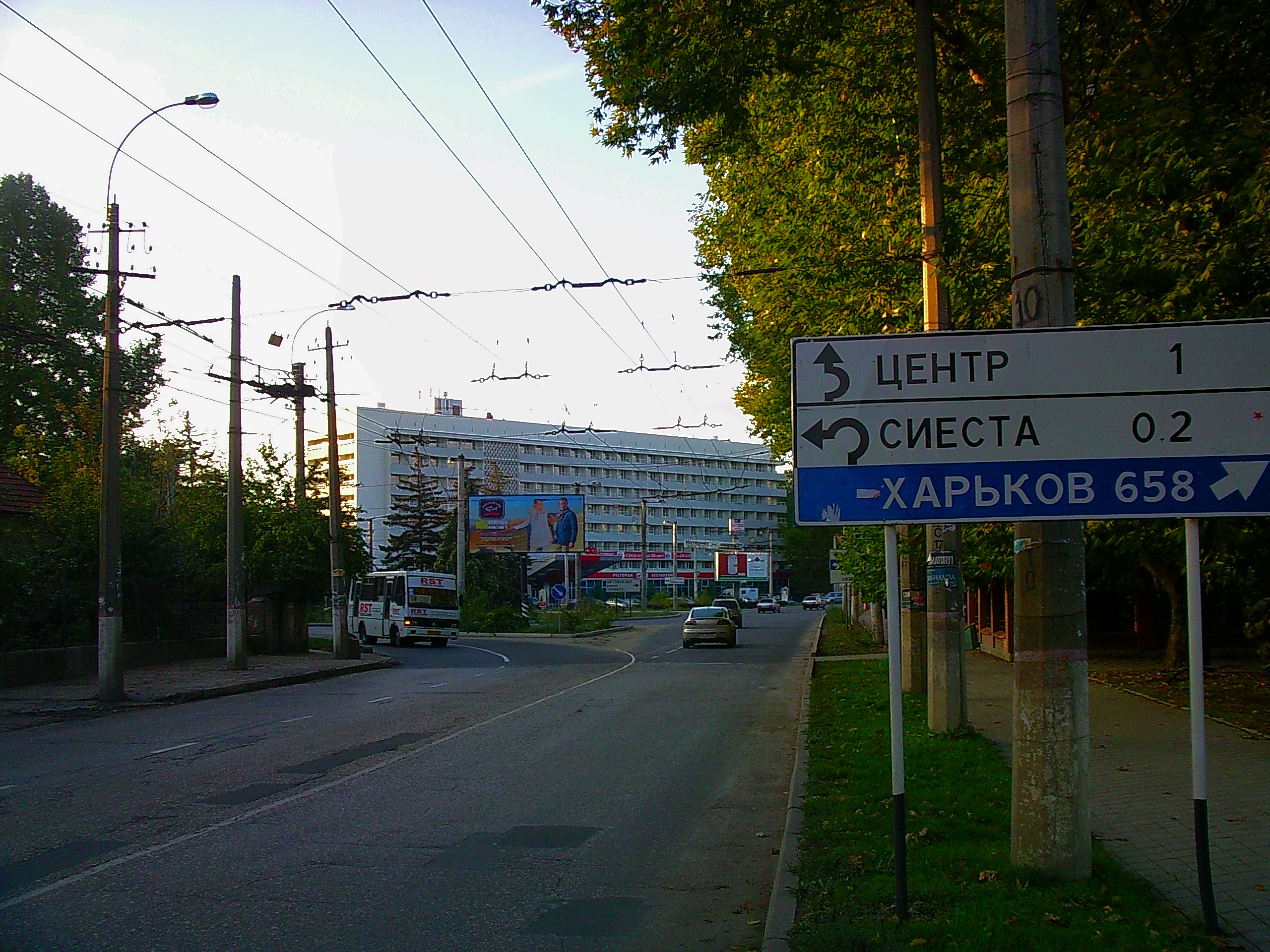
Начало проспекта Вернадского

Проспект берёт начало от площади Советской конституции на транспортном кольце у гостиницы «Москва». Заканчивается проспект Вернадского переходом в Ялтинскую улицу. Общая протяжённость проспекта составляет 1,71 км. Пересекается переулками Институтским, Гудронным и Алуштинским, а также улицами Гончарова, Кусакина, Мира и Плотинной. Находится рядом с парком «Салгирка».

## История

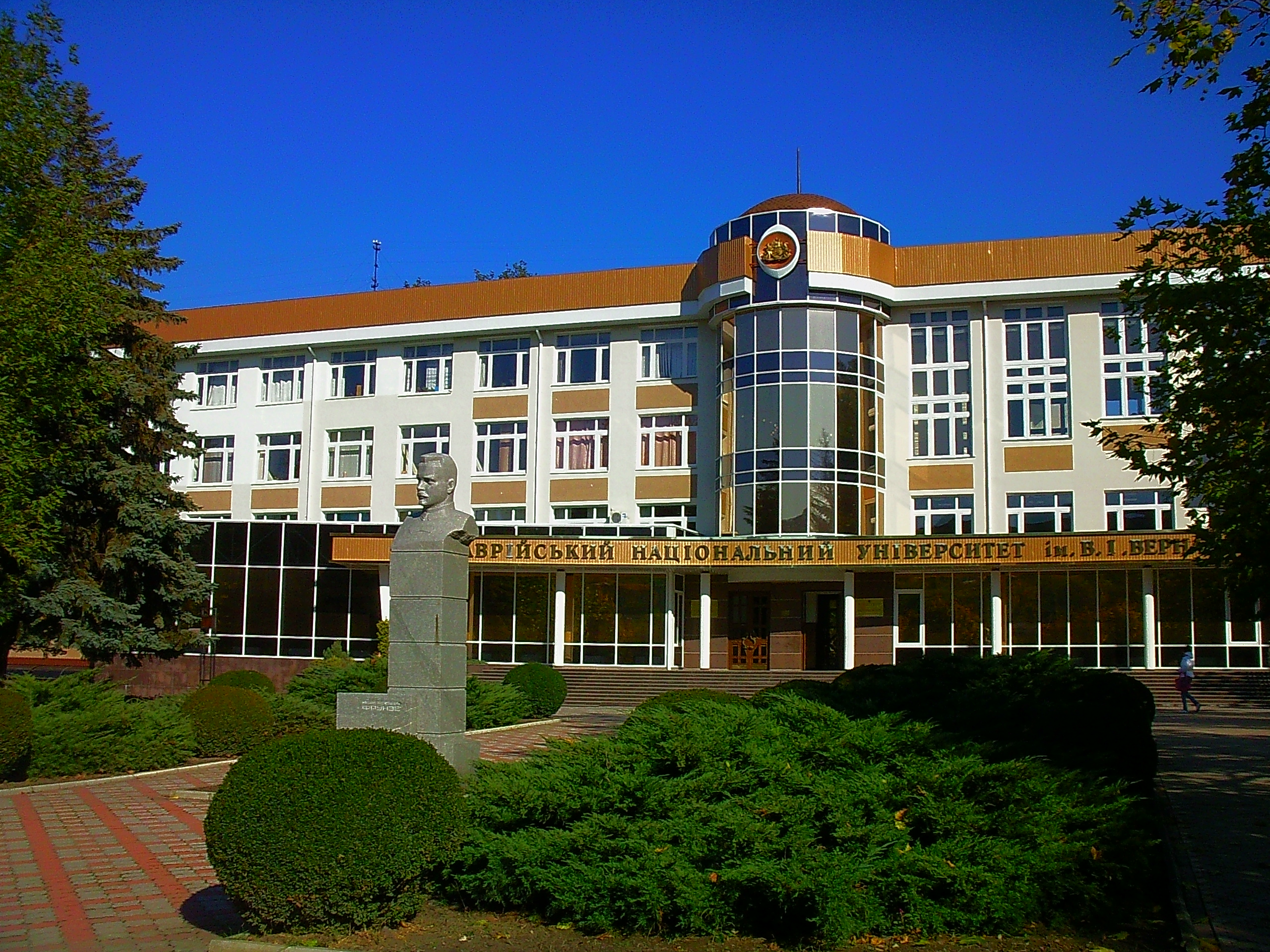
Главный корпус ТНУ, 2011 год

Ряд зданий на современном проспекте построены в XIX веке, но основная застройка пришлась на 1940-е — 1950-е годы. Поскольку на территории улицы находились корпуса и хозяйство сельскохозяйственного института, она имела название Институтская. Позднее улица была названа Ялтинской.
В 1960-е годы на данной улице были построены новые корпуса для Симферопольского государственного университета имени М. В. Фрунзе (с 1999 года — Таврический национальный университет имени В. И. Вернадского).
В феврале 2003 года по инициативе руководства Таврического университета Симферопольский городской совет принял решение переименовать Ялтинскую улицу в проспект Вернадского.
В 2017 году был произведён ремонт дорожного покрытия на проспекте Вернадского.
По проспекту организовано троллейбусное движение.

## Здания и сооружения
- № 2 — Дом Воронцова и усадьба Палласа в парке «Салгирка».

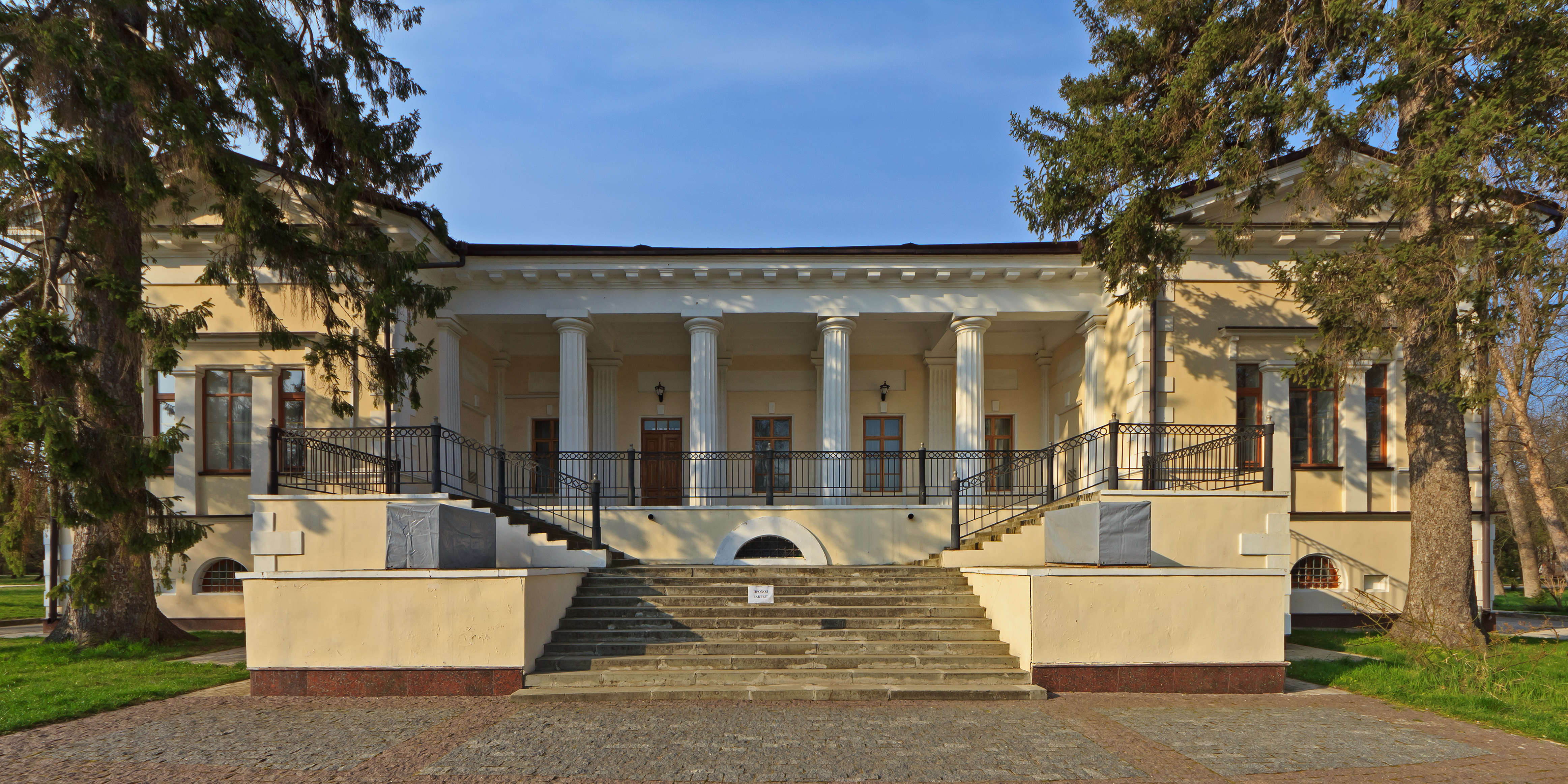
Дом Воронцова
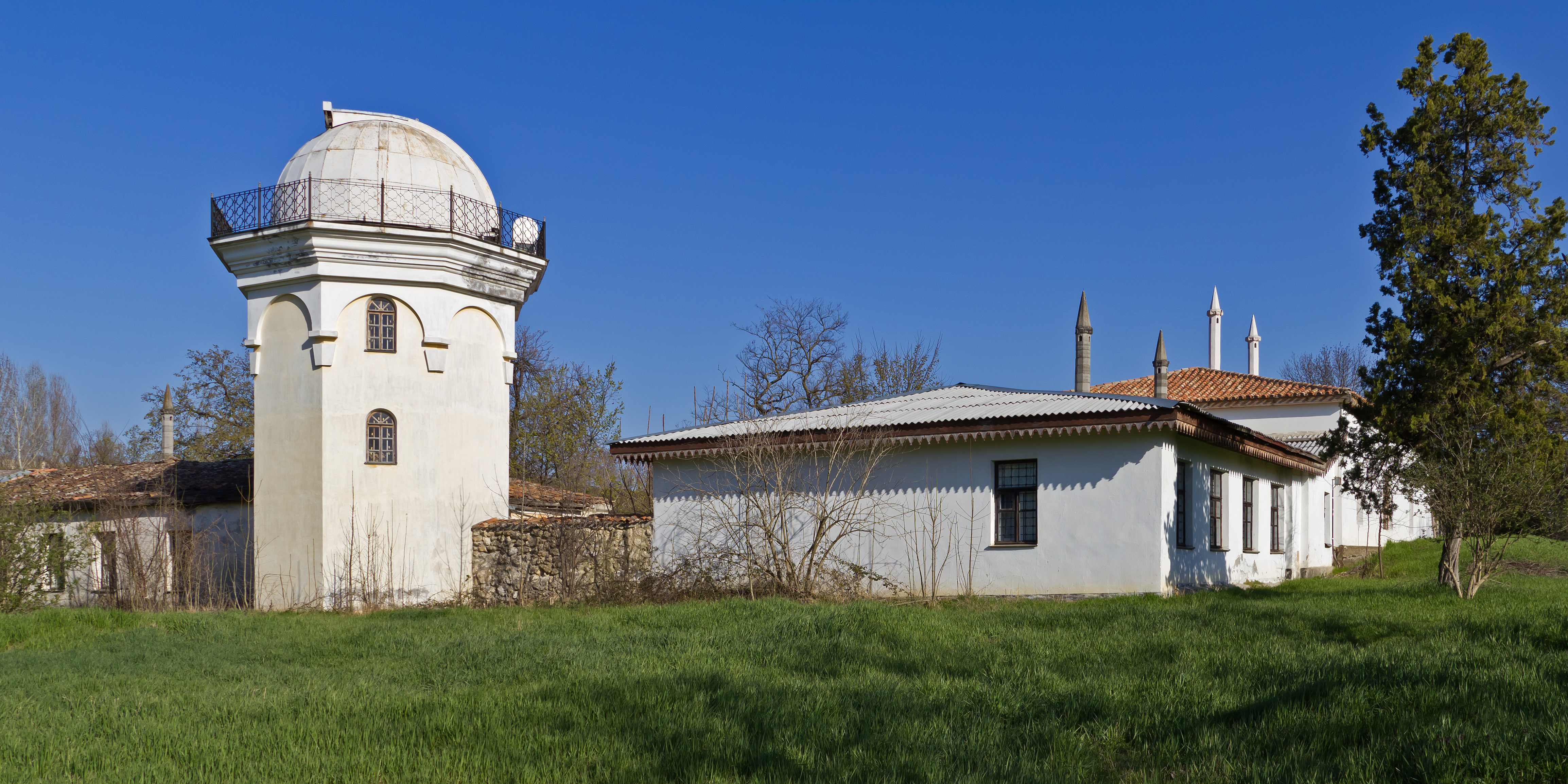
Усадьба Палласа